# Сфинктер

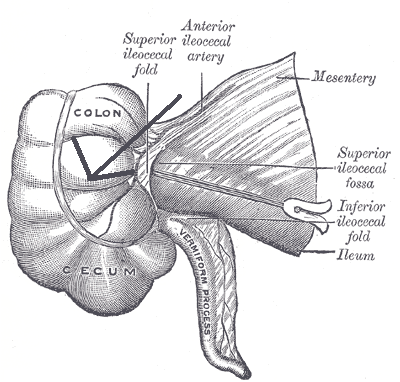

Сфи́нктер (др.-греч. σφιγκτήρ от σφίγγω «сжимать») — клапанное устройство, регулирующее переход содержимого из одного органа организма в другой (или из одной части трубчатого органа в другую). Функцию сфинктера выполняет круговая мышца, суживающая или замыкающая при сокращении наружное или переходное (например, мочевого пузыря в мочеиспускательном канале) отверстие.
Сфинктер в совокупности со вспомогательными элементами в виде складок слизистой оболочки и сосудистых образований называют сфинктерным аппаратом.

## Классификация сфинктеров

### Сфинктеры функциональные и анатомические
Разделяют понятия функционального сфинктера и анатомического. Некоторые важные сфинктеры (например, нижний пищеводный сфинктер), будучи сфинктерами в функциональном отношении, не имеют чётко выраженной анатомической структуры, и наличие анатомического сфинктера в данном месте для некоторых авторов не очевидно.

### Гладкомышечные
Большинство сфинктеров состоит из гладких мышц и являются непроизвольными, то есть они не могут управляться сознанием. Такие сфинктеры могут представлять собой один из следующих вариантов:
- мышечный жом из циркулярных волокон, закрывающих просвет пищеварительной трубки;
- структуру из спиралевидно расположенных мышечных волокон, участвующих в расширении отверстия; именно спиралевидный ход мышечных волокон, в частности, продольных, признаётся наиболее целесообразным для раскрытия просвета в области сфинктера, как и одновременного укорочения трубчатого образования.

Гладкомышечные непроизвольные сфинктеры называются лиссосфинктерами.

### Поперечно-полосатые
Меньшинство сфинктеров живых организмов построено из поперечно-полосатой ткани. Они произвольны, то есть могут управляться сознанием. Такие сфинктеры называются рабдосфинктерами.

## Сфинктеры человека
В анатомии человека наиболее известны следующие сфинктеры (в связи с тем, что сфинктеры часто разделяют два органа, в представленном ниже списке они могут включаться в оба из этих органов и, таким образом, дублироваться):

### Сфинктерыпищеварительной системы
В составе пищеварительной системы насчитывается около 35 разных сфинктеров.

#### Сфинктерыпищевода
- Верхний пищеводный сфинктер
- Нижний пищеводный сфинктер (синоним Кардиальный сфинктер)

#### Сфинктерыжелудка
- Привратник желудка — мышца в пилорусе, контролирующая эвакуацию желудочного содержимого в двенадцатиперстную кишку.

#### Сфинктерыдвенадцатиперстной кишки
- Сфинктер привратника
- Бульбодуоденальный сфинктер
- Супроманипулярный сфинктер
- Препапиллярный сфинктер
- Инфрапапиллярный сфинктер
- Сфинктер Окснера
- дуоденоеюнальный сфинктер

#### Сфинктеры билиарной и панкреатической систем
- Сфинктер Одди (лат. sphincter Oddi) — гладкомышечный сфинктер, располагающийся в большом дуоденальном (фатеровом) сосочке, регулирующий поступление жёлчи и панкреатического сока в двенадцатиперстную кишку, а также предохраняющий протоки от рефлюксов содержимого кишки. Сфинктер Одди включает в свой состав:
  - Сфинктер Вестфаля (сфинктер большого дуоденального сосочка), обеспечивающий разобщение протоков с двенадцатиперстной кишкой
  - Сфинктер общего жёлчного протока
  - Сфинктер панкреатического протока
- Сфинктер Мирицци — находится в месте слияния пузырного и общего жёлчного протоков
- Сфинктер Люткенса — располагается в месте впадения пузырного протока в шейку жёлчного пузыря
- Сфинктер Хелли — круговая мышца, расположенная в малом дуоденальном сосочке и играющая роль клапана для дополнительного (санториниева) протока поджелудочной железы

#### Сфинктерытолстой кишки
- Илеоцекальный сфинктер (лат. sphincter ileocaecalis) — сфинктер между тонкой и толстой кишками.
- Сфинктер Бузи (синонимы: колоцекальный Сфинктер Бузи, слепокишечновосходящий сфинктер) — сфинктер, расположенный на границе между слепой и восходящей ободочной кишкой
- Сфинктер Гирша — утолщение мышечной оболочки восходящей ободочной кишки на границе её средней и верхней трети.
- Сфинктер Кеннона — Бёма — сфинктер, отделяющий проксимальную (начальную) треть поперечной ободочной кишки от центральной;
- Сфинктер Кеннона — сфинктер, отделяющий центральную треть поперечной ободочной кишки от дистальной (конечной);
- Сфинктер Балли (синоним: дистальный сфинктер нисходящей ободочной кишки) — сфинктер, расположенный на границе нисходящей ободочной и сигмовидной кишками человека
- Сигмо-ректальный сфинктер (сфинктер О’Берна — Пирогова — Мутье) отделяет сигмовидную кишку от прямой.
- Сфинктеры ануса (лат. sphincter ani):
  - Внешний сфинктер ануса (лат. sphincter ani externus) — образованный поперечно-полосатой мускулатурой, сокращаемый произвольно (то есть управляется сознанием) сфинктер;
  - Внутренний сфинктер ануса (лат. sphincter ani internus) — гладкомышечный, непроизвольно сокращаемый сфинктер.

### Сфинктерывыделительной системы
- Внутренний сфинктер уретры (лат. musculus sphincter urethrae internus).
- Наружный сфинктер уретры (лат. musculus sphincter urethrae externus).

### Сфинктерызрительной системы
- Сфинктер зрачка (лат. musculus sphincter pupillae).

## Диагностика расстройств сфинктеров
Недостаточность сфинктеров часто является причиной разнообразных заболеваний, обусловленных или чрезмерным пропусканием содержимого полого органа в противоположном естественному направлении, или недостаточно эффективным регулированием при прохождении сфинктера содержимым органа в «прямом» направлении. Например, неэффективное функционирование нижнего пищеводного сфинктера может явиться причиной гастроэзофагеальной рефлюксной болезни, других заболеваний пищевода, в том числе рака пищевода. В связи со значительным разнообразием сфинктеров не существует каких-либо единых методов их исследования. В зависимости от вида сфинктера, возможности проникновения к нему исследовательского инструмента, применяются разные методы исследования. В общем случае, их можно разделить на рентгенологические, эндоскопические, манометрические и методы, основанные на измерениях физических параметров среды перед и (или) после сфинктера. Примером метода последнего типа является суточная pH-метрия пищевода, при которой измеряется кислотность в нескольких точках пищевода, которая показывает, в какой мере и в каких случаях кислое содержимое желудка пропускается нижним пищеводным сфинктером в пищевод.

### Манометрия сфинктеров
Так как основной функцией сфинктера является перекрытие полости органа (общей границы двух органов) с целью регулирования перемещения содержимого этого органа (этих органов), то наиболее естественным типом исследования является измерение давления, создаваемого сфинктером в разных фазах его функционирования. Наиболее распространённым среди манометрических методов является манометрия пищевода, в которой основное внимание уделяется исследованию давления в зоне нижнего пищеводного сфинктера. Для исследования верхнего пищеводного сфинктера,акта глотания применяется манометрия ВПС или фарингеальная манометрия. Расстройства внешнего и внутреннего сфинктеров ануса исследуются посредством аноректальной манометрии. Аналогично, основным методом исследования состояния сфинктера Одди является манометрия сфинктера Одди. Исследования сфинктеров мочевыделительной системы человека выполняют с помощью уродинамических приборов, в основе которых лежит измерение давления в уретре и мочевом пузыре.
Применение манометрии ограничено, в том числе, возможностью доступа измерительного органа прибора в зону сфинктера.